# Australische Leichtathletik-Meisterschaften 2015
Die 93. Australischen Leichtathletik-Meisterschaften wurden vom 26. bis 29. März 2015 im Queensland Sport and Athletics Centre in Brisbane ausgetragen. Die Wettkämpfe dienten auch als Qualifikationsmöglichkeit für die später im Jahr stattfinden Weltmeisterschaften in Peking.
Ausgelagert waren die 5000-Meter-Läufe. Der der Männer wurde schon am 21. März 2015 im Lakeside Stadium von Melbourne durchgeführt, der der Frauen am 14. März 2015 im Olympic Park von Sydney. Die 10.000-Meter-Läufe waren bereits am 11. Dezember 2014 im Lakeside Stadium von Melbourne ausgetragen worden.

## Medaillengewinner

### Frauen
| Disziplin          | Gold               | Leistung     | Silber             | Leistung     | Bronze               | Leistung          |
| ------------------ | ------------------ | ------------ | ------------------ | ------------ | -------------------- | ----------------- |
| 100 m              | Melissa Breen      | 11,26 s      | Toea Wisil         | 11,40 s      | Ashleigh Whittaker   | 11,47 s           |
| 200 m              | Ella Nelson        | 23,04 s      | Ashleigh Whittaker | 23,26 s      | Melissa Breen        | 23,29 s           |
| 400 m              | Anneliese Rubie    | 52,77 s      | Morgan Mitchell    | 52,94 s      | Caitlin Sargent      | 53,01 s           |
| 800 m              | Brittany McGowan   | 2:03,49 min  | Abbey de la Motte  | 2:04,81 min  | Selma Kajan          | 2:05,43 min       |
| 1500 m             | Heidi See          | 4:09,60 min  | Zoe Buckman        | 4:10,32 min  | Trychelle Kingdom    | 4:10,83 min       |
| 3000 m             | Bridey Delaney     | 9:23,98 min  | Natalie Archer     | 9:39,77 min  | Alexandra Paterson   | 10:22,23 min      |
| 5000 m             | Magdalene Masai    | 15:10,46 min | Madeline Hills     | 15:21,09 min | Susan Kuijken        | 15:29,60 min      |
| 10.000 m           | Veronicah Wanjiru  | 32:22,22 min | Eloise Wellings    | 32:26,59 min | Madeline Heiner      | 32:44,71 min      |
| 100 metres Hürden  | Sally Pearson      | 12,59 s      | Michelle Jenneke   | 12,82 s      | Abbie Taddeo         | 13,33 s           |
| 400 m Hürden       | Lauren Wells       | 56,51 s      | Satomi Kubokura    | 57,16 s      | Betty Burua          | 58,02 s           |
| 3000 m Hindernis   | Genevieve LaCaze   | 9:52,86 min  | Paige Campbell     | 10:48,59 min | Stephanie Kondogonis | 10:57,17 min      |
| 10.000 m Bahngehen | Tanya Holliday     | 44:56,44 min | Kirsty Klein       | 49:33,06 min | Nur zwei Finisher    | Nur zwei Finisher |
| Hochsprung         | Eleanor Patterson  | 1,91 m       | Cassie Purdon      | 1,88 m       | Keeley O’Hagan       | 1,85 m            |
| Stabhochsprung     | Alana Boyd         | 4,60 m       | Nina Kennedy       | 4,20 m       | Melissa Gergal       | 4,20 m            |
| Weitsprung         | Chelsea Jaensch    | 6,74 m       | Brooke Stratton    | 6,60 m       | Corinna Minko        | 6,34 m            |
| Dreisprung         | Nneka Okpala       | 13,48 m      | Ellen Pettitt      | 13,46 m      | Alison Ruse          | 12,79 m           |
| Kugelstoßen        | Chelsea Lenarduzzi | 15,27 m      | Te Rina Keenan     | 15,16 m      | Chiaki Yokomizo      | 15,11 m           |
| Diskuswurf         | Dani Samuels       | 64,44 m      | Taryn Gollshewsky  | 55,85 m      | Christie Chamberlain | 53,91 m           |
| Hammerwurf         | Lara Nielsen       | 66,37 m      | Alexandra Hulley   | 63,61 m      | Kaysanne Hockey      | 59,13 m           |
| Speerwurf          | Sunette Viljoen    | 63,29 m      | Kim Mickle         | 61,02 m      | Kelsey-Lee Roberts   | 58,61 m           |
| Siebenkampf        | Veronica Torr      | 5665 Punkte  | Ashleigh Hamilton  | 5295 Punkte  | Portia Bing          | 5181 Punkte       |

### Männer
| Disziplin          | Gold               | Leistung            | Silber             | Leistung            | Bronze               | Leistung     |
| ------------------ | ------------------ | ------------------- | ------------------ | ------------------- | -------------------- | ------------ |
| 100 m              | Josh Clarke        | 10,19 s             | Banuve Tabakaucoro | 10,26 s             | Alex Hartmann        | 10,30 s      |
| 200 m              | Banuve Tabakaucoro | 20,63 s             | Alex Hartmann      | 20,67 s             | Craig Burns          | 20,81 s      |
| 400 m              | Craig Burns        | 45,94 s             | Alexander Beck     | 46,36 s             | Iain Douglas         | 46,95 s      |
| 800 m              | Jeff Riseley       | 1:47,13 min         | Alexander Rowe     | 1:48,14 min         | Josh Ralph           | 1:48,38 min  |
| 3000 m             | Brenton Rowe       | 8:07,52 min         | Jack Rayner        | 8:13,29 min         | Josh Harris          | 8:14,38 min  |
| 5000 m             | Brett Robinson     | 13:32,54 min        | Ben St. Lawrence   | 13:33,16 min        | Jeff See             | 13:33,18 min |
| 10.000 m           | Brett Robinson     | 28:45,36 min        | Duer Yoa           | 28:46,46 min        | Samsom Gebreyohannes | 28:49,42 min |
| 110 m Hürden       | Nicholas Hough     | 13,42 s             | Sam Baines         | 13,54 s             | Joshua Hawkins       | 13,69 s      |
| 400 m Hürden       | Cameron French     | 50,05 s             | Tristan Thomas     | 50,31 s             | Leigh Bennett        | 51,08 s      |
| 3000 m Hindernis   | Craig Appleby      | 8:54,81 min         | Jackson Elliott    | 9:03,25 min         | Daryl Crook          | 9:05,62 min  |
| 10.000 m Bahngehen | Dane Bird-Smith    | 39:53,89 min        | Rhydian Cowley     | 42:29,00 min        | Luke McCutcheon      | 49:24,26 min |
| Hochsprung         | Brandon Starc      | 2,28 m              | Liam Zamel-Paez    | 2,20 m              | Thomas Brennan       | 2,15 m       |
| Stabhochsprung     | Angus Armstrong    | 5,35 m (im Stechen) | Kurtis Marschall   | 5,20 m (im Stechen) | Nick Southgate       | 5,20 m       |
| Weitsprung         | Robert Crowther    | 8,05 m              | Yōhei Sugai        | 8,00 m              | Darcy Roper          | 7,91 m       |
| Dreisprung         | Alwyn Jones        | 15,98 m             | Alex Lorraway      | 15,69 m             | Ryoma Yamamoto       | 15,65 m      |
| Kugelstoßen        | Jacko Gill         | 20,75 m             | Damien Birkinhead  | 19,04 m             | Matthew Cowie        | 16,59 m      |
| Diskuswurf         | Julian Wruck       | 62,03 m             | Matthew Denny      | 58,16 m             | Matt Stopel          | 57,55 m      |
| Hammerwurf         | Matthew Denny      | 69,15 m             | Hiroshi Noguchi    | 65,57 m             | Huw Peacock          | 63,49 m      |
| Speerwurf          | Matthew Outzen     | 80,00 m             | Hamish Peacock     | 79,55 m             | Ben Langton-Burnell  | 73,46 m      |
| Zehnkampf          | David Brock        | 7733 Punkte         | Kyle Cranston      | 7629 Punkte         | Brent Newdick        | 7136 Punkte  |